# Stambołowo (gmina)
Stambołowo (bułg. Община Стамболово) – gmina w południowej Bułgarii, w obwodzie Chaskowo.

## Miejscowości
Miejscowości wchodzące w skład gminy Stambołowo:
- Bałkan (bułg.: Балкан),
- Bjał kładenec (bułg.: Бял кладенец),
- Carewa polana (bułg.: Царева поляна),
- Dołno Botewo (bułg.: Долно Ботево),
- Dołno Czerkowiszte (bułg.: Долно Черковище),
- Dołno pole (bułg.: Долно поле),
- Gledka (bułg.: Гледка),
- Golam izwor (bułg.: Голям извор),
- Gołobradowo (bułg.: Голобрадово),
- Kładanec (bułg.: Кладенец),
- Kralewo (bułg.: Кралево),
- Laskowec (bułg.: Лясковец),
- Madżari (bułg.: Маджари),
- Małyk izwor (bułg.: Малък извор),
- Pczełari (bułg.: Пчелари),
- Popowec (bułg.: Поповец),
- Pytnikowo (bułg.: Пътниково),
- Rabowo (bułg.: Рабово),
- Silen (bułg.: Силен),
- Stambołowo (bułg.: Стамболово) − siedziba gminy,
- Swetosław (bułg.: Светослав),
- Tynkowo (bułg.: Тънково),
- Wodenci (bułg.: Воденци),
- Wojwodenec (bułg.: Войводенец),
- Zimowina (bułg.: Зимовина),
- Żyłti brjag (bułg.: Жълти бряг).